# Rubáiyát: Elektra's 40th Anniversary
Rubáiyát: Elektra's 40th Anniversary è un compilation edita nel 1990 dalla Elektra Records in occasione del 40º anniversario dalla nascita dell'etichetta.
Prodotto da Lenny Kaye, il doppio album propone la rivisitazione di brani presi dallo storico catalogo dell'etichetta da parte degli artisti in quel momento sotto contratto con l'Elektra e la gemella Asylum Records.
Tra gli artisti presenti, Jackson Browne e i Cure sono sia oggetto che interpreti di cover.
Il titolo della raccolta riprende quello omonimo della raccolta di poesie del poeta iraniano Omar Khayyam.

## Tracce

### CD 1
1. The Cure: Hello, I Love You (registrata in origine da The Doors nel 1968)
2. Tracy Chapman: The House of the Rising Sun (Glenn Yarbrough 1957)
3. Billy Bragg: 7 and 7 Is (Love 1966)
4. Jevetta Steele: I'd Like to Teach the World to Sing (New Seekers 1971)
5. Gipsy Kings: Hotel California (Eagles 1976)
6. The Black Velvet Band: Werewolves of London (Warren Zevon 1978)
7. The Sugarcubes: Motorcycle Mama (Sailcat 1972)
8. Shinehead: One Meatball (Josh White 1956)
9. The Havalinas: Bottle of Wine (Tom Paxton 1965)
10. Pixies: Born in Chicago (Paul Butterfield Blues Band 1965)
11. Faster Pussycat: You're So Vain (Carly Simon 1972)
12. Kronos Quartet: Marquee Moon (Television, 1977)
13. Phoebe Snow: Get Ourselves Together (Delaney, Bonnie & Friends, 1968)
14. Happy Mondays: Tokoloshe Man (John Kongos 1972)
15. Ernie Isley: Let's Go (The Cars 1979)
16. Lynch Mob: Going Down (Don Nix and the Alabama State Troopers 1972)
17. Arto Lindsay & The Ambitious Lovers: A Little Bit of Rain (Fred Neil 1965)
18. Anita Baker: You Belong to Me (Carly Simon 1978)
19. Howard Jones: Road to Cairo (David Ackles 1968)

### CD 2
1. The Big F: Kick Out the Jams (MC5 1969)
2. The Georgia Satellites: Almost Saturday Night/Rockin' All Over the World (John Fogerty 1975)
3. Sara Hickman: Hello, I Am Your Heart (Dennis Linde 1973)
4. Teddy Pendergrass: Make It with You (Bread 1970)
5. Linda Ronstadt: The Blacksmith (a cappella)  (Kathy & Carol 1965)
6. Bill Frisell, Robin Holcomb, Wayne Horvitz: Going Going Gone (Bob Dylan 1974)
7. Jackson Browne: First Girl I Loved (The Incredible String Band 1967)
8. 10,000 Maniacs: These Days (Jackson Browne 1973)
9. Metallica: Stone Cold Crazy (Queen 1974)
10. Danny Gatton: Apricot Brandy (Rhinoceros 1968)
11. Shaking Family: Union Man (The Cate Brothers 1975)
12. They Might Be Giants: One More Parade (Phil Ochs 1964)
13. Howard Hewett: I Can't Tell You Why (Eagles 1979)
14. Leaders of the New School: Mt. Airy Groove (Pieces of a Dream 1982)
15. Shirley Murdock: You Brought the Sunshine (The Clark Sisters 1983)
16. John Eddie: Inbetween Days (The Cure 1985)
17. The Beautiful South: Love Wars (Womack & Womack 1983)
18. Michael Feinstein: Both Sides Now (Judy Collins 1967)
19. John Zorn: T.V. Eye (The Stooges 1970)
20. The Cure: Hello, I Love You (slight return)